# Alessandro Toeschi
Alessandro Toeschi, właśc. Toesca (ur. przed 1700 przypuszczalnie w Rzymie, pochowany 15 października 1758 w Mannheimie) – niemiecki skrzypek i kompozytor pochodzenia włoskiego.

## Życiorys
Pochodził z rodziny szlacheckiej. W młodości podróżował do Niemiec i Anglii, następnie od 1719 do 1724 roku był nadwornym muzykiem księcia Ernesta Ludwika w Darmstadcie. W latach 1725–1737 pełnił funkcję drugiego koncertmistrza na dworze książęcym w Stuttgarcie. Od 1742 roku był koncertmistrzem, a od 1750 roku również dyrektorem instrumentalnej muzyki kościelnej na dworze księcia elektora w Mannheimie. Jego synowie, Carl Joseph i Johann Christoph, również zostali muzykami.
O jego twórczości niewiele wiadomo, zachowały się bowiem tylko nieliczne rękopisy jego kompozycji. Znany jest jego koncert na 2 skrzypiec, smyczki i basso continuo oraz sonata na skrzypce i basso continuo. Kompozycje Toeschiego utrzymane są w stylu galant.